# Bertrand Beyern
Bertrand Beyern, né le 16 juillet 1966 à Paris 13e[réf. nécessaire], est un écrivain et conférencier français.
Il est l'auteur de plusieurs ouvrages sur les cimetières français, en particulier le Guide des tombes d'hommes célèbres. Spécialiste des cimetières parisiens, il organise des visites guidées et conférences sur le sujet.

## Biographie
Bertrand Beyern est né d'un père occupant le poste de directeur commercial dans une société pétrolière et d'une mère esthéticienne,. Passionné par les cimetières et notamment le Père-Lachaise depuis l'enfance, il entame en 1989 une thèse intitulée Naissance et fortune du mythe du Père-Lachaise dans la littérature du XIXe siècle qu'il ne termine pas par défaut de financement,. Il publie en 1994 son Guide des cimetières en France et organise des visites guidées au Père-Lachaise sur une vingtaine de thèmes différents (par exemple « Proust et la Belle Époque »), mettant en lumière des curiosités du cimetière et des anecdotes sur la vie et la mort de ses illustres occupants,. Il tient également des conférences au Père-Lachaise.
Il se qualifie lui-même de « nécrosophe », spécialiste des cimetières, néologisme qu'il a inventé.

## Publications
- Guide des cimetières en France (Cherche-Midi éditeur, 1994).
- Mémoires d'entre-tombes, journal d’un enfant de la dalle (Cherche-Midi éditeur, 1997, réédité en 2006).
- Guide des tombes d'hommes célèbres, Paris, Cherche-Midi éditeur (réimpr. 2008 et 2011) (1re éd. 2003), 385 p. (ISBN 978-2-7491-2169-7, présentation en ligne, lire en ligne ).
- Carnet de dalles (Cherche-Midi éditeur, 2011).

Articles et parutions collectives
- Revue d'esthétique no 38 : Rires. Hommage à Olivier Revault d'Allonnes (Jean-Michel Place, 2001).
- Bruno Schmeltz (Flammarion, 2001).
- Bon anniversaire, de 1 à 100 ans ! (avec Catherine Grive-Santini, 2002).
- Fugue au Père-Lachaise (éditions BDT, 2004).